# Wilson Morales
Wilson Morales (n. Quito, Ecuador; 4 de marzo de 1993) es un futbolista ecuatoriano. Juega de delantero y su equipo actual es el Club Deportivo La Unión de la Segunda Categoría de Ecuador.

## Trayectoria
Empezó su carrera futbolística en el equipo sangolquileño en el año 2009, se formó e hizo las formativas en ciudad natal, como la sub-14, la sub-16, la sub-18 en 2009. Previamente tuvo un paso por el Club Social y Deportivo Universidad Tecnológica Equinoccial de la Segunda Categoría de Pichincha, posterior a ese paso fue fichado por el Independiente del Valle en el equipo sub-20 y luego en el equipo principal que durante esa temporada disputaba la Serie B 2009.
Al finalizar la temporada Independiente del Valle fue campeón y ascendió a la Serie A de Ecuador, donde fue ratificado para jugar en 2010. Bajo el mando de Julio Asad tuvo su debut en el primer equipo en la máxima categoría del fútbol ecuatoriano el 6 de abril de 2010, en el partido de la fecha 9 de la primera etapa 2010 ante el Club Sport Emelec, fue titular aquel partido que terminó en empate 1–1. Jugó un partido más ante Barcelona Sporting Club en dicha temporada, en 2011 estuvo convocado a un solo encuentro.
En 2013 fue cedido a préstamo a Liga Deportiva Universitaria de Portoviejo que peleaba por el ascenso a Serie B desde el campeonato provincial de Manabí, con la capira primero fue campeón de la Segunda Categoría provincial y después disputó algunos de los partidos de la fase zonal y final, aportó con su juego para conseguir el objetivo del ascenso. En la ida de la final 2013 de la Segunda Categoría Nacional marcó el gol que empató la cuenta para Liga de Portoviejo, el resultado final favoreció a Delfín Sporting Club por 1–2 y con un empate 0–0 en la vuelta Portoviejo se quedó con el subtítulo.
Continuó con Liga de Portoviejo en la Serie B donde marcó su primer gol el 10 de mayo de 2014 en la fecha 12 del torneo, convirtió un doblete en la victoria de LUD-P ante Universidad Técnica de Cotopaxi como local por 9–0, en total en la temporada marcó 5 goles en total. En mayo de 2015 fue traspasado a Orense Sporting Club para disputar los zonales de ascenso. Previamente había logrado el título de campeón provincial de El Oro.
En 2016 tuvo un breve paso por Técnico Universitario de Ambato y en junio de ese año cambió a Deportivo Puyo donde llegó a competir hasta las instancias finales de la Segunda Categoría. Para 2017 fichó por Santa Rita de Vinces que recién había ascendido a la Serie B.
Es cedido a préstamo al equipo Alianza Cotopaxi en 2018 como parte del proyecto filial de los rayados del valle. Con el equipo de Cotopaxi logró el título de campeón provincial y el de la Segunda Categoría Nacional al final del año, esto le valió en su segundo ascenso a la Serie B. En 2019 lo ratifican para la LigaPro Banco Pichincha Pymes con el renovado equipo de Independiente Juniors, donde disputó varios partidos y anotó cuatro goles, incluidos duelos de la Copa Ecuador.

## Estadísticas
- Actualizado al 23 de mayo de 2022.[16]

### Clubes
| Club                              | Temporada     | Liga | Liga  | Copa | Copa  | Internacional | Internacional | Total | Total |
| Club                              | Temporada     | PJ   | Goles | PJ   | Goles | PJ            | Goles         | PJ    | Goles |
| --------------------------------- | ------------- | ---- | ----- | ---- | ----- | ------------- | ------------- | ----- | ----- |
| Independiente del Valle · Ecuador | 2009          | 6    | 3     | —    | —     | —             | —             | 6     | 3     |
| Independiente del Valle · Ecuador | 2010          | 2    | 0     | —    | —     | —             | —             | 2     | 0     |
| Independiente del Valle · Ecuador | 2011          | 0    | 0     | —    | —     | —             | —             | 0     | 0     |
| Independiente del Valle · Ecuador | 2012          | 0    | 0     | —    | —     | —             | —             | 0     | 0     |
| Independiente del Valle · Ecuador | 2013          | 0    | 0     | —    | —     | —             | —             | 0     | 0     |
| Independiente del Valle · Ecuador | Total         | 8    | 3     | —    | —     | —             | —             | 8     | 3     |
| Liga de Portoviejo · Ecuador      | 2013          | 27   | 17    | —    | —     | —             | —             | 27    | 17    |
| Liga de Portoviejo · Ecuador      | 2014          | 15   | 5     | —    | —     | —             | —             | 15    | 5     |
| Liga de Portoviejo · Ecuador      | 2015          | 2    | 0     | —    | —     | —             | —             | 2     | 0     |
| Liga de Portoviejo · Ecuador      | Total         | 44   | 22    | —    | —     | —             | —             | 44    | 22    |
| Orense · Ecuador                  | 2015          | 26   | 14    | —    | —     | —             | —             | 26    | 14    |
| Orense · Ecuador                  | Total         | 26   | 14    | —    | —     | —             | —             | 26    | 14    |
| Técnico Universitario · Ecuador   | 2016          | 3    | 0     | —    | —     | —             | —             | 3     | 0     |
| Técnico Universitario · Ecuador   | Total         | 3    | 0     | —    | —     | —             | —             | 3     | 0     |
| Deportivo Puyo · Ecuador          | 2016          | 25   | 25    | —    | —     | —             | —             | 25    | 25    |
| Deportivo Puyo · Ecuador          | Total         | 25   | 25    | —    | —     | —             | —             | 25    | 25    |
| Santa Rita · Ecuador              | 2017          | 9    | 0     | —    | —     | —             | —             | 9     | 0     |
| Santa Rita · Ecuador              | Total         | 9    | 0     | —    | —     | —             | —             | 9     | 0     |
| Alianza Cotopaxi · Ecuador        | 2018          | 31   | 24    | 2    | 1     | —             | —             | 33    | 25    |
| Alianza Cotopaxi · Ecuador        | Total         | 31   | 24    | 2    | 1     | —             | —             | 33    | 25    |
| Independiente Juniors · Ecuador   | 2019          | 29   | 4     | 3    | 0     | —             | —             | 32    | 4     |
| Independiente Juniors · Ecuador   | Total         | 29   | 4     | 3    | 0     | —             | —             | 32    | 4     |
| Aampetra · Ecuador                | 2020          | 20   | 11    | 0    | 0     | —             | —             | 20    | 11    |
| Aampetra · Ecuador                | 2021          | 23   | 6     | 0    | 0     | —             | —             | 23    | 6     |
| Aampetra · Ecuador                | Total         | 43   | 17    | 0    | 0     | —             | —             | 43    | 17    |
| La Unión · Ecuador                | 2022          | 0    | 0     | 2    | 1     | —             | —             | 2     | 1     |
| La Unión · Ecuador                | Total         | 0    | 0     | 2    | 1     | —             | —             | 2     | 1     |
| Total carrera                     | Total carrera | 218  | 109   | 7    | 2     | —             | —             | 225   | 111   |

1. ↑  Incluye datos de la Copa Ecuador.

## Palmarés

### Campeonatos nacionales
| Título            | Club                    | País    | Año  |
| ----------------- | ----------------------- | ------- | ---- |
| Serie B           | Independiente del Valle | Ecuador | 2009 |
| Segunda Categoría | Alianza Cotopaxi        | Ecuador | 2018 |

### Campeonatos provinciales
| Título                        | Club               | País    | Año  |
| ----------------------------- | ------------------ | ------- | ---- |
| Segunda Categoría de Manabi   | Liga de Portoviejo | Ecuador | 2013 |
| Segunda Categoría de El Oro   | Orense             | Ecuador | 2015 |
| Segunda Categoría de Cotopaxi | Alianza Cotopaxi   | Ecuador | 2018 |